# Budd RB-1

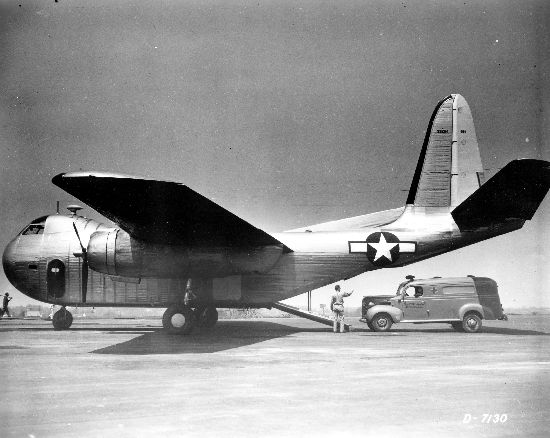
Eine Budd RB-1 Conestoga wird beladen, etwa 1944

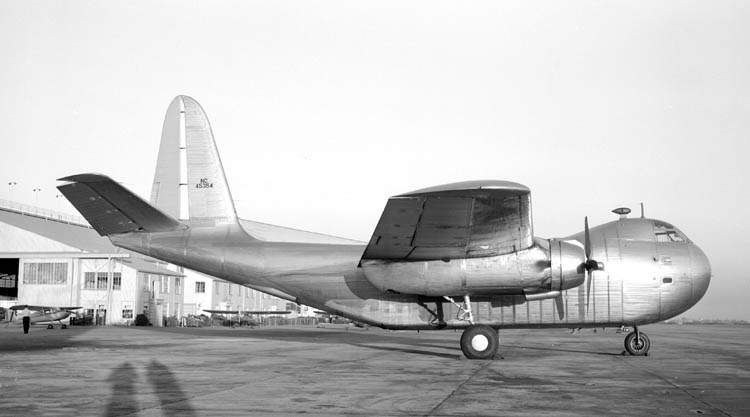
Eine Budd RB-1 Conestoga, ex US Navy

Die Budd RB-1 Conestoga ist ein zweimotoriges Transportflugzeug des amerikanischen Herstellers Budd, das von zwei Kolbenmotoren angetrieben wurde und mit einziehbarem Bugradfahrwerk ausgestattet war. „R“ stand dabei im Bezeichnungssystem der US Navy für „Transportflugzeug“ und der Buchstabe „B“ war dem Unternehmen Budd zugeordnet. Es war als Frachtflugzeug und Truppentransporter vorgesehen.

## Geschichte

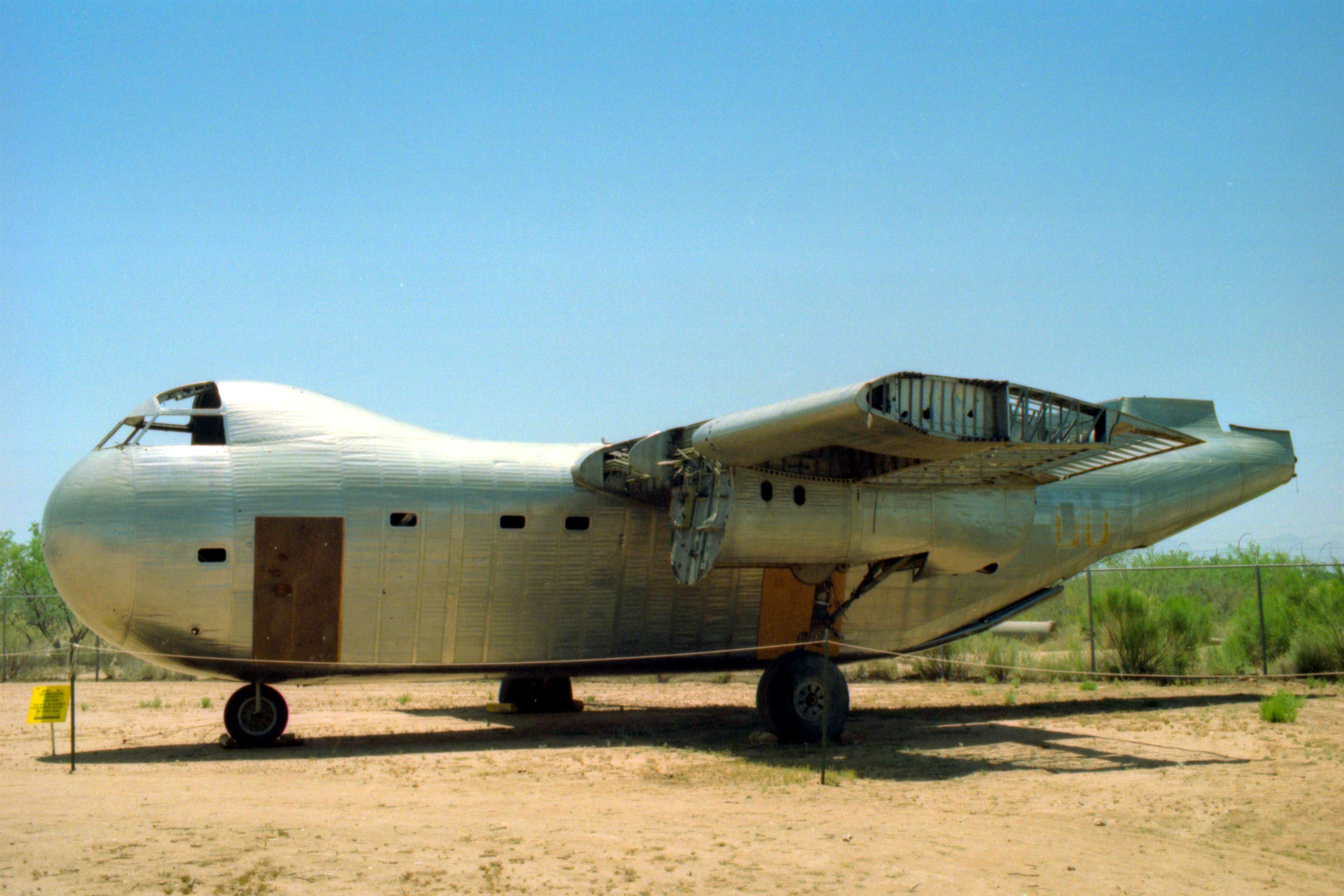
Das einzige erhaltene, unrestaurierte Exemplar im Pima Air & Space Museum, 1989

Anfang des Zweiten Weltkrieges befürchteten die USA eine Verknappung von Aluminium.
Die in Philadelphia ansässige amerikanische Waggonbaufirma Budd entwickelte daher ein zweimotoriges Frachtflugzeug, vergleichbar mit der Douglas DC-3, jedoch aus punktverschweißtem rostfreiem Stahl bestehend und somit korrosionsfrei und nietenfrei.
Die US Navy bestellte im Jahr 1942 deshalb 200 Stück und die United States Army Air Forces (USAAF) 600 Exemplare der als RB-1 bzw. C-93A-BU bezeichneten Maschine. Der Erstflug des ersten von drei Prototypen fand am 31. Oktober 1943 statt. Das Flugzeug stürzte während der Tests ab, und der Testpilot schwor, dass die Edelstahlkonstruktion des Flugzeugs ihm das Leben rettete.
Die erste Maschine wurde im März 1944 an die US Navy ausgeliefert. Die Flugeigenschaften der RB-1 waren schlecht und es traten Probleme mit der Verwendung von rostfreiem Stahl auf. 
Da nie ein Mangel an Aluminium eintrat, die Serienfertigung sich verzögerte, die Kosten enorm höher wurden und die Douglas DC-3/C-47/R4D in riesiger Anzahl verfügbar waren, stornierte die USAAF im Jahr 1944 ihre Bestellung und die Navy reduzierte ihre Bestellung auf 25 Maschinen, wovon dann nur 17 noch vor Kriegsende ausgeliefert, aber nicht mehr eingesetzt wurden. Sie trugen die Luftfahrzeugkennzeichen Bu 39292–39308.
Die Maschinen wurden Anfang 1945 aus dem Dienst der US Navy ausgemustert.

## Konstruktion

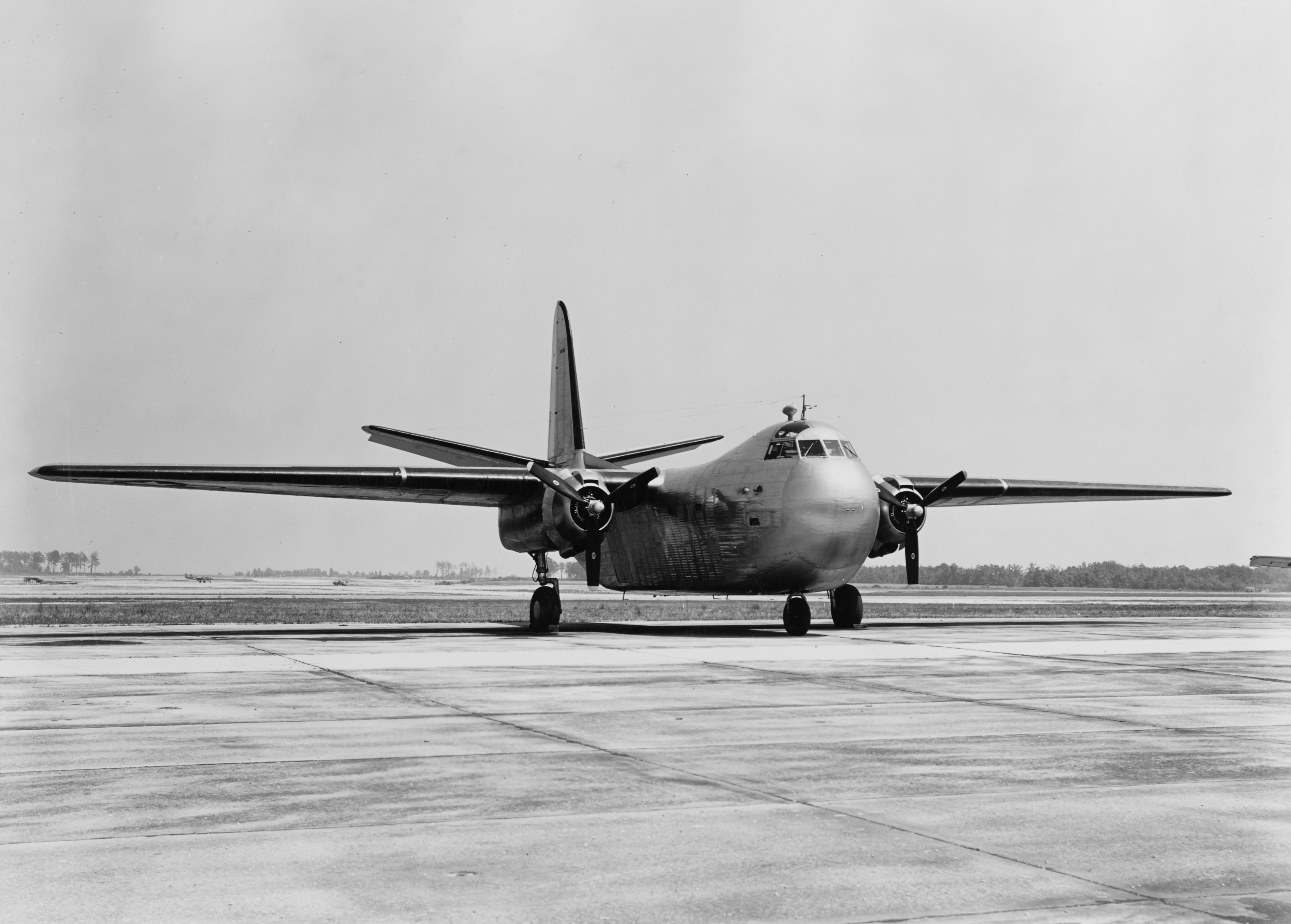
Schrägansicht der Budd RB-1 Conestoga, US Navy

Die RB-1 war ein aus rostfreiem Stahl gebauter Schulterdecker. Sie war das erste Frachtflugzeug mit über dem Laderaum angeordneter Pilotenkanzel und dadurch größerem nutzbaren Laderaum. Das Cockpit bot Platz für drei Besatzungsmitglieder, einen Kommandanten und einen Kopiloten, die nebeneinander saßen, sowie einen Navigator, der hinter den Piloten saß. Eine Treppe verband das Flugdeck mit dem Frachtraum. Der quadratische Laderaum hatte über eine Länge von 7,62 m eine Breite und Höhe von jeweils 2,44 m. Ein handbetriebener Hebezug von 1.814 kg Zugkraft zum Entladen von Lastwagen und eine Winde mit einer Tonne Tragkraft zum Hochziehen der Ladung auf die Rampe waren im Laderaum ebenfalls vorhanden.
In der Maschine wurde keine Hydraulik verwendet, sondern zahlreiche Systeme einschließlich dem Bugradfahrwerk, Landeklappen, Heckladerampe usw. wurden elektrisch betätigt.
Die Hauptfahrwerke wurden in die Triebwerksgondeln eingefahren, wobei jeweils eine halbe Radgröße in der Strömung verblieb. Das Bugfahrwerk war nicht steuerbar und wurde in den Rumpfbug eingefahren. Die Heckklappe konnte auch während des Fluges manuell geöffnet werden, um Frachtcontainer an Fallschirmen abzuwerfen.
Die stoffbespannten Ruder für die Flugsteuerung wurden mechanisch bzw. über Trimmruder betätigt. Die Tankkapazität betrug 3762 Liter. 
Die zwei Pratt & Whitney R-1830-92 Twin Wasp-Motoren mit je 1200 PS trieben dreiblättrige Hamilton-Standard-Hydromatic-Propeller an, die als Verstellpropeller mit der Möglichkeit der Segelstellung ausgelegt waren.

## Nutzung
Die noch vorhandenen RB-1 der US Navy wurden dann an die War Assets Administration (WAA) übergeben, um als Kriegsüberschüsse verkauft zu werden.
Am 3. Juli 1945 verkaufte die WAA 12 Conestogas an die National Skyways Freight Corporation für 28.642 Dollar pro Stück (entspricht 384.400 Dollar im Jahr 2023), zu einer Zeit, als neue C-47 für etwa 100.000 Dollar pro Stück verkauft wurden (entspricht 1,3 Millionen Dollar im Jahr 2023). Das neue Unternehmen, das am 25. Juni 1945 von Mitgliedern der American Volunteer Group gegründet worden war und seine Basis in Long Beach (Kalifornien) hatte, verkaufte sofort vier RB-1-Flugzeuge an andere Käufer, womit der gesamte WAA-Vertrag bezahlt war. Im Jahr 1946 wurde die Firma in Flying Tiger Line umbenannt. Sieben der Maschinen wurden von Flying Tiger Line selbst als Frachter eingesetzt.
Einige wurden später nach Süd- und Mittelamerika verkauft, davon 2 nach Kuba, 1 an die brasilianische Viação Aérea Santos Dumont (VASD) und alleine 4 Exemplare an die Firma Shell Company of Ecuador zum Preis von 198.000 $, womit schon ein erheblicher Teil des Gesamtkaufpreises abgedeckt war. Von letzteren mussten drei Stück zwischen Juli und Oktober 1946 aufgrund von Ermüdungserscheinungen an den Tragflächen stillgelegt werden.
Es gab wiederkehrende Triebwerksprobleme und auch sonst „eine Menge Ärger mit den Budds“. Das Schlimmste war, dass die Auspuffrohre immer wieder abfielen und einen Motorbrand verursachten. Laut George Gewehr, einem pensionierten 
Pilot der Flying Tiger Line, arbeiteten die Tiger-Mechaniker sehr hart daran, die Budds in der Luft zu halten. Die Auspuffrohre mussten regelmäßig ersetzt werden.
Das einzige verbliebene Exemplar steht heute unrestauriert im Pima Air & Space Museum. Es hatte seit mindestens 1972 in der Wüste östlich von Tucson gestanden, in der Nähe von Douglas (Arizona), nachdem es Mitte der 1960er Jahre von der US-Regierung wegen Schmuggels beschlagnahmt worden war.

## Zwischenfälle
Vom Erstflug 1943 bis zum Betriebsende in den späten 1950er Jahren kam es mit Budd RB-1 Conestoga zu 8 Totalschäden. Bei zweien davon kamen insgesamt 3 Menschen ums Leben. Vollständige Liste:
- Am 12. April 1944 stürzte eine Budd RB-1 Conestoga der United States Navy (US Navy) (Luftfahrzeugkennzeichen NX37097) bei einem Testflug nahe der Naval Air Station Patuxent River (Maryland, USA) ab. Der Start wurde mit voll ausgefahrenen Landeklappen eingeleitet. Nach einer Rollstrecke von etwa 900 Metern war das Flugzeug in der Luft, das Fahrwerk wurde sofort eingefahren, aber die Startleistung noch beibehalten, um an Höhe zu gewinnen. Die Besatzung versuchte dann, die Klappen stufenweise einzufahren, aber die Klappenanzeige zeigte weiterhin die volle Klappenstellung an und die Trimmkräfte des Flugzeugs änderten sich nicht. Der Klappenschalter wurde dann abwechselnd in die Neutral- und die Hochstellung gebracht, aber die Klappen fuhren immer noch nicht ein. Der Steigflug mit Vollgas reichte nicht aus, um die Bäume und das ansteigende Gelände vor dem Flugzeug zu überwinden, so dass es zu einer Bruchlandung in den Bäumen kam. Die Entfernung zwischen dem Startpunkt und der Absturzstelle betrug 2780 Meter, die Baumkronen in der Nähe des Absturzes waren jedoch nur 25 Meter höher als die Startbahn. Von den acht Insassen kam einer ums Leben.[19]

- Am 30. August 1944 fielen an einer Budd RB-1 Conestoga der United States Navy (US Navy) (Bu 39296) beim Anflug auf die Naval Air Station Patuxent River (Maryland, USA) in 240 Metern Höhe beide Triebwerke aus. Es wurde eine Notwasserung in der Chesapeake Bay nahe dem Zielflugplatz durchgeführt. Das Flugzeug sank auf den Grund der Bucht und wurde aufgegeben. Alle fünf Insassen überlebten den Unfall.[20][21]

- Am 25. August 1945 stürzte eine Budd RB-1 Conestoga der US-amerikanischen National Skyways Freight (NC45357) auf einem Frachtflug am Flugplatz Detroit Romulus Army Air Field (Michigan, USA) in einen Friedhof. Das Flugzeug wurde zerstört. Über Personenschäden ist nichts bekannt, es gab jedoch keine Todesfälle.[22]

- Am 7. November 1945 (in der Aviation Safety Network WikiBase fälschlich als 7. November 1946 angegeben) verunglückte eine Budd RB-1 Conestoga der US-amerikanischen National Skyways Freight (NC45353) 11 Kilometer südwestlich von San Rafael (New Mexico, USA), nahe Alameda. Das Flugzeug befand sich auf einem Frachtflug mit einer Ladung Newsweek-Zeitschriften von Dayton, Ohio, nach Los Angeles, Kalifornien. Nach dem Überfliegen der Acomita-Luftstraße ging das Flugzeug in einen steilen Sturzflug über. Bei dem Versuch, aus dem Sturzflug herauszukommen, versuchten der Pilot und der Kopilot eine Bauchlandung. Das Flugzeug stürzte jedoch am Rande der San Rafael Mesa in New Mexico ab. Der Kapitän und der Kopilot kamen ums Leben, der Mechaniker wurde schwer verletzt.[23][24][25]

- Am 1. Januar 1946 geriet eine Budd RB-1 Conestoga der US-amerikanischen National Skyways Freight (NC45347) auf dem Flug von Washington, D.C. bei Knoxville in sehr schlechte Sicht und Vereisungsbedingungen. Deshalb wurde auf eine Ausweichlandung auf dem Ausgangsflugplatz entschieden. Da der Treibstoff in einem starken Schneesturm knapp wurde, versuchte der Kapitän eine Notlandung. Das Flugzeug kam bei Bluefield, Virginia (USA) mit einer Bauchlandung auf einem Golfplatz nieder. Alle acht Insassen, Besatzungsmitglieder und Passagiere, die einzigen Insassen auf dem Frachtflug, überlebten den Unfall. Das Flugzeug wurde irreparabel beschädigt.[26]

- Am 15. Mai 1946 wurde eine Budd RB-1 Conestoga der Shell Company of Ecuador (HC-SBE) auf dem Flughafen Río Amazonas (Ecuador) bei einer Bauchlandung irreparabel beschädigt. Über Personenschäden ist nichts bekannt, es gab jedoch keine Todesfälle.[27]

- Am 4. Januar 1947 musste die einzige Budd RB-1 Conestoga der brasilianischen Viação Aérea Santos Dumont (VASD) (PP-SDC) auf dem Militärflugplatz Campo dos Afonsos (Brasilien) mit einer nicht ausgefahrenen Fahrwerksseite notgelandet werden. Das Flugzeug wurde zerstört. Über Personenschäden ist nichts bekannt, es gab jedoch keine Todesfälle.[28]

- Im Jahr 1957 (genaues Datum unbekannt) stürzte eine Budd RB-1 Conestoga der kolumbianischen Aero Llanos (HK-344X) durch ein Feuer in den Tragflächen an einem unbekannten Ort in Kolumbien ab. Über Personenschäden ist nichts bekannt.[29]

## Technische Daten
| Kenngröße             | Daten                                                                                     |
| --------------------- | ----------------------------------------------------------------------------------------- |
| Besatzung             | 2 – 3                                                                                     |
| Passagiere            | 24 voll ausgerüstete Fallschirmjäger oder 24 Patienten auf Tragen und 16 sitzende         |
| Länge                 | 20,70 m                                                                                   |
| Spannweite            | 30,48 m                                                                                   |
| Höhe                  | 9,68 m                                                                                    |
| Flügelfläche          | 130,06 m²                                                                                 |
| Flügelstreckung       | 7,1                                                                                       |
| Nutzlast              | maximal 6222 kg, mit 1480 Litern Treibstoff 4358 kg                                       |
| Leermasse             | 9.150 kg                                                                                  |
| max. Startmasse       | 15.372 kg                                                                                 |
| Marschgeschwindigkeit | 266 km/h                                                                                  |
| Höchstgeschwindigkeit | 317 km/h                                                                                  |
| Dienstgipfelhöhe      | ? m                                                                                       |
| Reichweite            | 1127 km, maximal 2590 km                                                                  |
| Triebwerke            | zwei 14-Zylinder-Sternmotoren Pratt & Whitney R-1830-92 Twin Wasp mit je 1200 PS (885 kW) |